# ポータブル・アイランド 手のひらのリゾート
『ポータブル・アイランド 手のひらのリゾート』（PORTABLE ISLAND）は、バンダイナムコゲームスより2006年に発売されたゲームソフト。ジャンルは「のんびり癒しツール」。
ソフトをセットして置くだけで南国気分が味わえるリラクゼーションツールとしてPSPを利用できる。オープニングテーマはゴンチチの「南島奇聞」（なんとうきぶん）。
なお、開発中の仮タイトルは「ポータブル・リゾート（仮称）」。
プロデューサーは佐野孝、ディレクターは遠山茂樹、アシスタントプロデューサーは中村隆之。

## モード

### PLAY
3Dで描かれた南国の島をのんびり自由に歩き回るモード。ゲームの目的は特に無いが、動物に餌付けをして仲良くなったり、魚釣りをして楽しんだり、写真を撮ったり、島の珍しいものを発見したり、泳いだりと色々な楽しみがある。発見した動物や植物は「色々図鑑」に記録される。撮った写真はjpg画像としてメモリースティックに保存されるため、壁紙として使うこともできる。
島の時間は実時間の24時間と連動しており、夜になれば暗くなり、朝になれば日が昇る。島の時間はメニュー画面から「人を変えて続ける」を選ぶことで実際の時間とは別に設定することも可能。例えば実際には夜中の12時でも、ゲーム内では朝の8時にすることも出来る。この際は時計には島の時間と実時間の両方が表示される。

### MUSIC
PSPで楽器を演奏するモード。アナログキーとボタンでPSPを操作し、ウクレレやスチールドラム、パーカッションといった楽器として使える。ゲームシェアリングに対応しており、ソフトの入っていないPSPにソフトを無線で送信し、楽器として使うことができる。これを利用してセッションすることもできる。

### RADIO
PSPがラジオのようになるモード。メモリースティックにMP3形式で保存されている音楽をランダムに流すこともできるミュージックプレイヤーモード。画面はラジオのようになり、インドネシア語でのDJが様々な曲を紹介してくれる。時計としても機能する。デフォルトでゲーム内に入っているサウンドも聞くことができ、メモリースティック内にMP3データが無い場合はこれが流れる。周波数は70付近にDJの選曲、80付近に島の天気予報のチャンネルがあらかじめセットされている。なお、この機能はPSP本体のシステムソフトウェアバージョン2.80以降で対応したルートフォルダの「MUSIC」フォルダを読み込むことには対応していないために、「PSP」フォルダ内の「MUSIC」フォルダに保存された MP3 音楽ファイルのみ再生することになる。「PSP」フォルダ内部の「MUSIC」フォルダが無い場合は新規に作成してそこに音源を入れる必要がある。ルートフォルダに位置しているものも「PSP」フォルダに保存されたものもXMB上のミュージックフォルダとしては認識される。また、「MUSIC」フォルダ内部に「PortableIsland」というフォルダを作成すると、普段MP3の音楽が流れている150付近の周波数のほかに120付近にデフォルトのサウンドやDJを含まない「PortableIsland」フォルダ専用のMP3チャンネルが新たに開設される。ただし、このフォルダ内の楽曲は逆に70付近でのDJを含んだ楽曲再生には対応していない。

### ALARM
PSPを目覚まし時計として使うことができるモード。小鳥のさえずりや波音などで心地よい眠りと目覚めをサポートする。ただし使用する場合は、PSPが起動していないと使用できないので、ACアダプターを使用する必要がある。

### STAND
南国のさまざまな映像が自動的に流れる環境ビデオのようなモード。